# Madeira Islands Open 2011
Het 19de Madeira Island Open is een golftoernooi en werd in 2011 gespeeld van 19 tot en met 22 mei op de Porto Santo Golfe op het eiland Madeira.
Het totale prijzengeld van het Madeira Island Open is slechts € 700.000 daarmee is het een van de twee kleinste toernooien van de Tour, hetgeen zich weerspiegelt in de spelers die zich inschrijven. Voor de spelers uit de lagere categorieën is dit een kans om te presteren, want ook als je een klein toernooi wint stijg je naar een andere categorie en doet dat je carrière veel goed.
In 2010 behaalde James Morrison hier zijn eerste overwinning als professional. Hij won met een score van -20.

## Verslag
De par van de baan is 72. Terwijl de World Matchplay door 24 spelers op Wentworth wordt gespeeld, heeft de Europese Tour ook een klein toernooi op Porto Santo, klein in prijzengeld, maar wel met 158 spelers.

#### Ronde 1
Chris Gane, die tien jaar geleden zijn laatste overwinning behaalde, ging aan de leiding met -5. Het jaar ervoor verloor hij zijn tourkaart, in 2011 speelt hij in categorie 16 (Challenge Tour spelers) waardoor hij weinig speelkansen op de Europese Tour heeft. In dit kleine toernooi mogen ook 31 spelers uit categorie 16 meedoen, w.o. Robin Kind en Wil Besseling. Ter vergelijk: Tim Sluiter zit in categorie 11b, dat zijn de 34 beste spelers van de laatste Tourschool.
Richard Kind speelde in de ochtendronde en maakte door een eagle op de laatste hole een ronde van 72. Tim Sluiter en Wil Besseling speelden 's middags en deden het minder goed.

#### Ronde 2
Een uur lang was Delamontagne clubhouse leader voordat Simon Thornton naast hem kwam te staan met nog drie holes te spelen.
Op de laatste hole maakte Thornton een birdie en werd de nieuwe leider.
Richard Kind stond na negen holes nog -1 maar daarna ging veel mist en miste hij de cut, net als Wil Besseling. Tim Sluiter staat na deze tweede ronde op de 30ste plaats.
| Naam                  | Score R1 | Score R1 | Nr   | Score R2 | Score R2 | Totaal | Nr  | Score R3 | Score R3 | Totaal | Nr  | Score R4 | Score R4 | Totaal | Nr  |
| --------------------- | -------- | -------- | ---- | -------- | -------- | ------ | --- | -------- | -------- | ------ | --- | -------- | -------- | ------ | --- |
| Michael Hoey          | 72       | par      | T22  | 68       | -4       | -4     | T6  | 67       | -5       | -9     | T1  | 71       | -1       | -10    | 1   |
| Jamie Elson           | 71       | -1       | T10  | 68       | -4       | -5     | T3  | 68       | -4       | -9     | T1  | 73       | +1       | -8     | T2  |
| Chris Gane            | 67       | -5       | 1    | 72       | par      | -5     | T3  | 70       | -2       | -7     | T3  | 71       | -1       | -8     | T2  |
| Lloyd Saltman         | 68       | -4       | T2   | 73       | +1       | -3     | 8   | 71       | -1       | -4     | T7  | 70       | -2       | -6     | T4  |
| Alastair Forsyth      | 71       | -1       | T10  | 69       | -3       | -4     | T6  | 69       | -3       | -7     | T3  | 75       | +3       | -4     | T10 |
| François Delamontagne | 68       | -4       | T2   | 70       | -2       | -6     | 2   | 71       | -1       | -7     | T3  | 77       | +5       | -2     | T20 |
| Simon Thornton        | 71       | -1       | T10  | 66       | -6       | -7     | 1   | 77       | +5       | -2     | T13 | 73       | +1       | -1     | T27 |
| Tim Sluiter           | 73       | +1       | T35  | 72       | par      | +1     | T30 | 77       | +5       | +6     | T62 | 66       | -6       | par    | T31 |
| Richard Kind          | 72       | par      | T22  | 78       | +6       | +6     | MC  |          |          |        |     |          |          |        |     |
| Wil Besseling         | 77       | +5       | T101 | 80       | +8       | +13    | MC  |          |          |        |     |          |          |        |     |

## Spelers
| - Antti Ahokas - Jesús María Arruti - Benn Barham - Adrien Bernadet - Wil Besseling - Ryan Blaum - Liam Bond - Michiel Bothma - Christophe Brazillier - Markus Brier - Paul Broadhurst - Daniel Brooks - François Calmels - Jorge Campillo - Ariel Cañete - Emanuele Canonica - Magnus A. Carlsson - Clodomiro Carranza - Julien Clément - George Coetzee - Federico Colombo - Andrew Coltart - Stuart Davis - Pablo Del Grosso - Carlos Del Moral - François Delamontagne - Daniel Denison - Robert Dinwiddie - Chris Doak - Jack Doherty - Edouard Dubois - Paul Dwyer - Pelle Edberg - Jamie Elson - Klas Eriksson - Joaquin Estevez - Borja Etchart | - Ben Evans - Kenneth Ferrie - Thomas Feysinger - Oliver Fisher - Tommy Fleetwood - Charlie Ford - Matt Ford - Alastair Forsyth (2008) - Lorenzo Gagli - Sebi García - Alfredo García Heredia - Brendon Grace - Anthony Grenier - Julien Guerrier - Peter Gustafsson - Joakim Haeggman - Matt Haines - Anders Schmidt Hansen - Andreas Hartø - Benjamin Hebert - Scott Hend - Fredrik Henge - Michael Hoey - Garry Houston - Sam Hutsby - Eirik Tage Johansen - Roope Kakko - Alexandre Kaleka - Niall Kearny - Lloyd Kennedy - Maximilian Kieffer - Richard Kind - Espen Kofstad - Mikko Korhonen - Rick Kulacz - Joakim Lagergren - Jan-Are Larsen | - Craig Lee - Niklas Lempke - Steve Lewton - Sam Little - Chris Lloyd - Michaël Lorenzo-Vera - Jean-François Lucquin - Santiago Luna (1995) - Mikael Lundberg - Stuart Manley - Andrew Marshall - Callum MacAulay - Richard McEvoy - Jamie McLeary - César Monasterio - Colm Moriarty - James Morrison (2010) - George Murray - Ake Nilsson - Matthew Nixon - Thomas Nørret - Shaun Norris - Fredrik Ohlsson - Pedro Oriol - Wade Ormsby - Manuel Quiros - Bernd Ritthammer - Victor Riu - James Robinson - Marco Ruiz - Charles-Edouard Russo - Elliot Saltman - Lloyd Saltman - Jarmo Sandelin (1996) - Joel Sjöholm - Lee Slattery - Tim Sluiter | - Anthony Snobeck - Matthew Southgate - Alessandro Tadini - Andrew Tampion - Simon Thornton - Marius Thorp - Steven Tiley - Miles Tunnicliff - Francisco Valera - Daniel Vancsik (2007) - David Vanegas - Simon Wakefield - Sam Walker - Marc Warren - Romain Wattel - Leif Westerberg - Tom Whitehouse - Andrew Willey - Julio Zapata - Matthew Zions Sponsoruitnodiging - Tom Shabolt - Anthony Michael - Matteo Delpodio - Alessio Bruschi - Federico Elli - Scott Drummond - Gary Murphy Regionale Rangorde - Sean Hawker - Ricardo Santos - Hugo Santos - Nuno Campino - Duarte Freitas Amateurs - Gonçalo Pinto - Jonathan Bell |